# Tim Walker
Pour les articles homonymes, voir Walker.
Timothy « Tim » Walker, né en 1970 au Royaume-Uni, est un photographe de mode britannique, qui travaille régulièrement pour les magazines Vogue, W ou LOVE, et dont les photographies font l'objet de collections permanentes au Victoria and Albert Museum et au National Portrait Gallery.

## Biographie
Ayant appris le graphisme et l'illustration, diplômé de photographie du Collège d'art  d'Exeter (en), il devient assistant photographe dans la capitale anglaise avant d'aller exercer le même travail auprès d'Avedon à New York. De retour en Angleterre, il voit ses images documentaires publiées dans divers journaux.
Ses premiers travaux pour Vogue sont réalisés au milieu des années 1990. Il rejoint ensuite l'équipe des photographes de Franca Sozzani du Vogue Italia, aux côtés de Craig McDean ou Miles Aldridge, mais collabore également avec les éditions américaine et britannique.

## Livres
- (en) Tim Walker (photographies) et Kit Hesketh-Harvey (texte), The Granny Alphabet, Thames and Hudson Ltd, 4 novembre 2013, 148 p., 26,00 × 19,50 cm (ISBN 978-0-500-54426-6, présentation en ligne, lire en ligne).
- Tim Walker, Robin Muir (contribution) et Ruth Ansel (dir.) (trad. de l'anglais par Anne Levine, préf. Kate Bush, photogr. Tim Walker), Story Teller, Paris, Thames and Hudson Ltd, 11 octobre 2012, 256 p., 35,2 × 28,4 cm (ISBN 978-2-87811-395-2 et 2878113950, présentation en ligne).
- (en) Tim Walker (Photographies), The Lost Explorer, Kempen/New York/Henrichemont etc., Te Neues Gb, coll. « Photography », 10 mars 2011, 64 p., 22,8 × 25,6 cm broché (ISBN 978-3-8327-9446-0 et 3832794468, présentation en ligne).
- (en) Tim Walker (trad. de l'anglais, photogr. Tim Walker), Tim Walker Pictures, Kempen/New York/Orléans etc., Te Neues Publishing Company, 1er mars 2008, 363 p., 37,1 × 27,9 cm, broché (ISBN 978-3-8327-9245-9 et 3832792457, présentation en ligne).
- (en) Tim Walker (Photographies), Stern Portfolio, Te Neues Gb, 1er juin 2006, 96 p., 27 × 36 cm broché (ISBN 978-3-570-19686-1 et 3570196860, présentation en ligne).